# Nox (mythologie)
Pour les articles homonymes, voir Nox.
Dans la mythologie romaine, Nox est la déesse de la Nuit, épouse d'Orcus. C'est la forme latinisée de Nyx, déesse grecque personnification de la Nuit.

## Mythe et représentations
La Nuit ne semble pas avoir fait à Rome comme en Grèce l'objet d'un culte véritable ; Ovide est le seul à mentionner le sacrifice d'un coq à la Nuit.
Nox est représentée avec un voile ou une draperie parfois parsemée d'étoiles, déployés derrière sa tête, qui indiquent la voûte céleste nocturne ; elle apparaît ainsi sur la colonne Trajane, symbolisant l’arrivée de la nuit alors que les soldats romains installent leur campement.

## Fictions modernes
- Nox apparaît dans le jeu vidéo Smite, un MOBA en tant que personnage jouable du panthéon romain. Elle se trouve dans la catégorie des mages.